# Surströmming

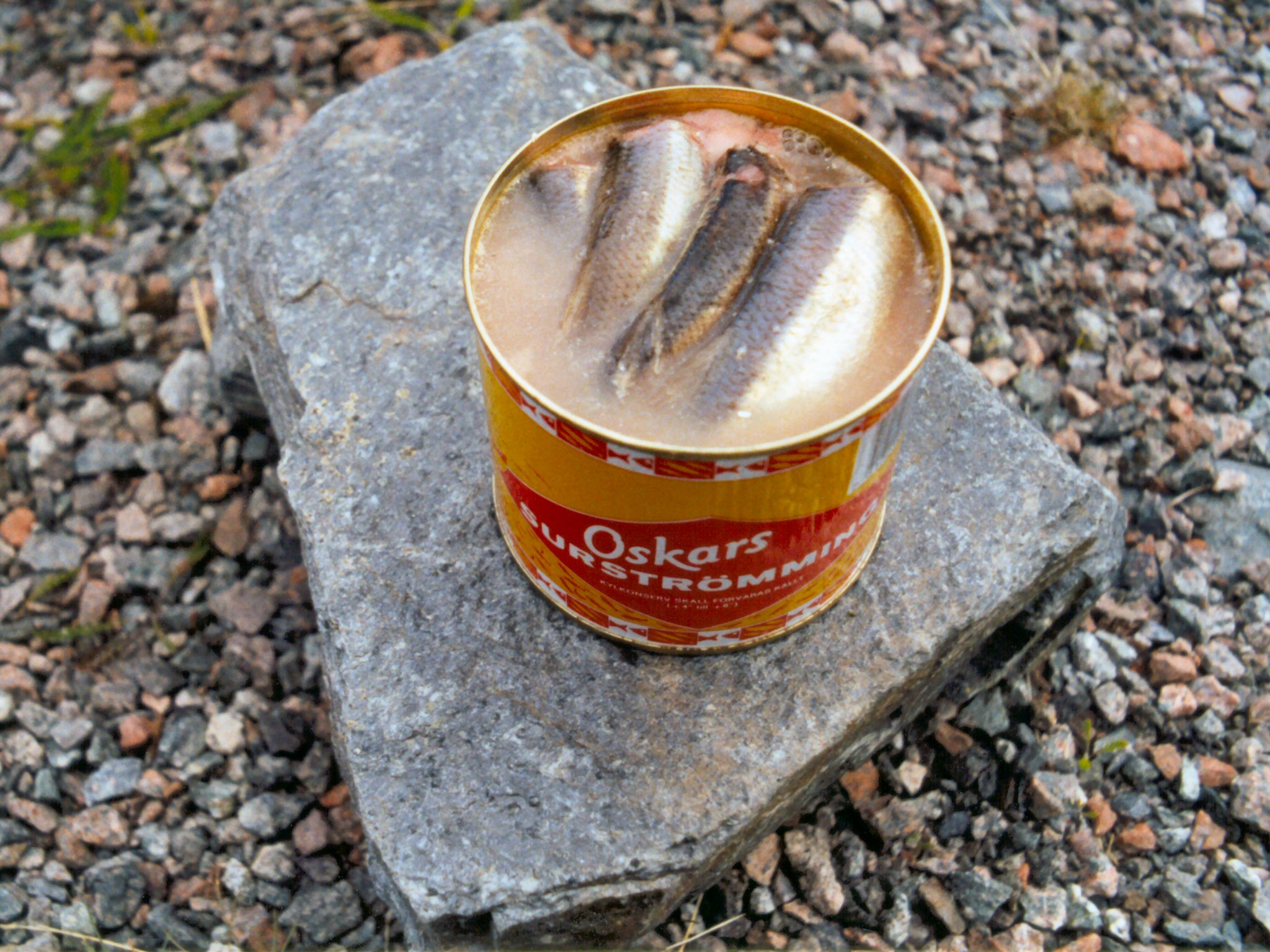
Une boîte de surströmming.

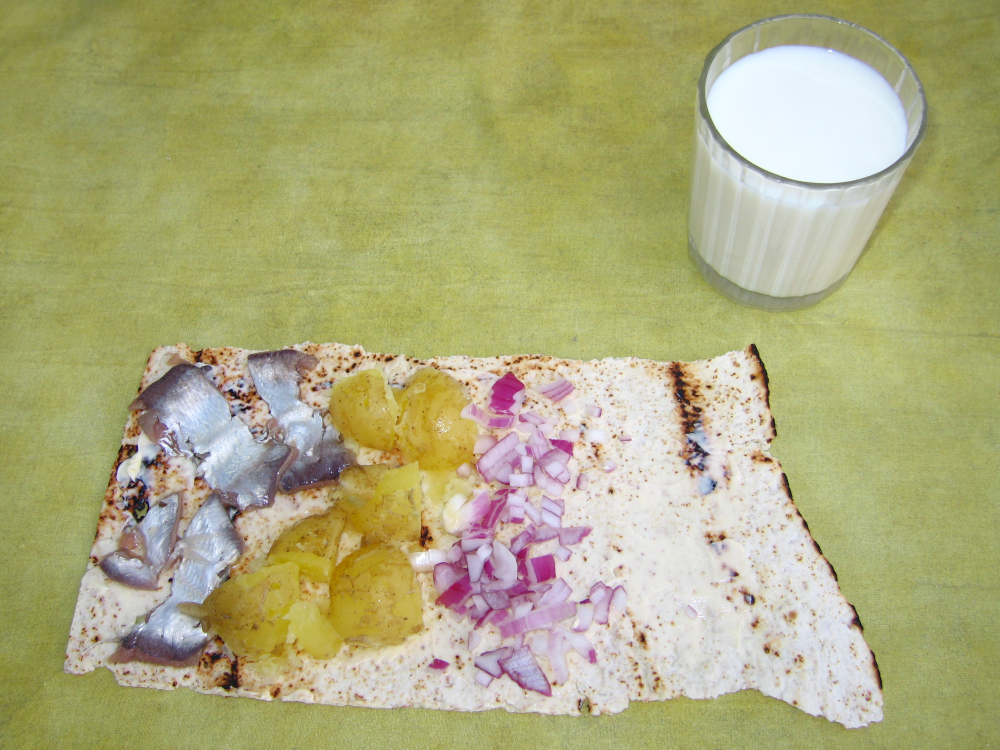
Surströmming, oignons rouges et pommes de terre sur un pain polaire beurré, servi avec son verre de lait.

Le surströmming est une spécialité culinaire suédoise, à base de hareng de la Baltique qui a fermenté pendant plusieurs mois. Il se vend en conserve.
Le hareng est lavé, salé puis placé dans des récipients ouverts. On le laisse fermenter par autolyse par ses propres enzymes et par l'action de bactéries. Ces dernières produisent des acides tels que l'acide propanoïque (odeur âcre), l'acide butyrique (odeur de beurre ranci) et l'acide acétique à partir des glucides contenus dans le poisson. Du sulfure d'hydrogène (odeur d'œuf pourri) se forme également. Le hareng est ensuite placé dans des boîtes de conserve dans lesquelles il continue à fermenter. Le surströmming est une spécialité suédoise du Norrland.

## Historique
On suppose que le surströmming tient son origine du fait que ce mode de conservation était bien moins coûteux que la conservation du hareng par le sel pendant la guerre nordique de Sept Ans.
En 1890, Ulvöhamn était le principal centre de production du surströmming, avec une production annuelle de 13 000 barils de trois litres.

## Préparation
Les harengs de la Baltique sont pêchés au printemps, salés et fermentés, puis mis en conserve environ un mois avant d’être consommés. La fermentation se poursuit dans les boîtes de conserve en fer blanc qui se bombent de plus en plus,.
Fin août, la fermentation est terminée et on peut ouvrir les premières boîtes de l'année. Les inconditionnels préfèrent parfois manger le millésime de l’année précédente, considérant que le surströmming se bonifie avec le temps.
En raison de la pression à l’intérieur de la boîte de conserve, il est préférable de l’ouvrir dehors, dans une bassine d’eau, puis il faut laver et vider les harengs. Une fois la conserve ouverte, le surströmming doit être consommé très rapidement. L’odeur du hareng fermenté est très forte.
Il se consomme sur du pain beurré, avec des tranches de pommes de terre et des oignons hachés. Le lait, la bière ou le schnaps accompagnent ce plat.
Depuis 1978, un festival du surströmming se tient à Alfta, dans le Hälsingland, au centre du pays.
Plus récemment[Quand ?], le surströmming a fait parler de lui sur le web où sa consommation est devenue un challenge (le surströmming challenge,), en raison de sa forte odeur.
Il a une place au Disgusting Food Museum à Malmö, en Suède, un musée où sont réunis les plats jugés les plus écœurants du monde.